# ペンネ (イタリア)
ペンネ (Penne) は、人口12,518人のイタリア共和国アブルッツォ州ペスカーラ県のコムーネの一つである。

## 地理

### 位置・広がり

#### 隣接コムーネ
隣接するコムーネは以下の通り。括弧内のTEはテーラモ県所属を示す。
- アルシータ (TE)
- ビゼンティ (TE)
- カスティリオーネ・メッセール・ライモンド (TE)

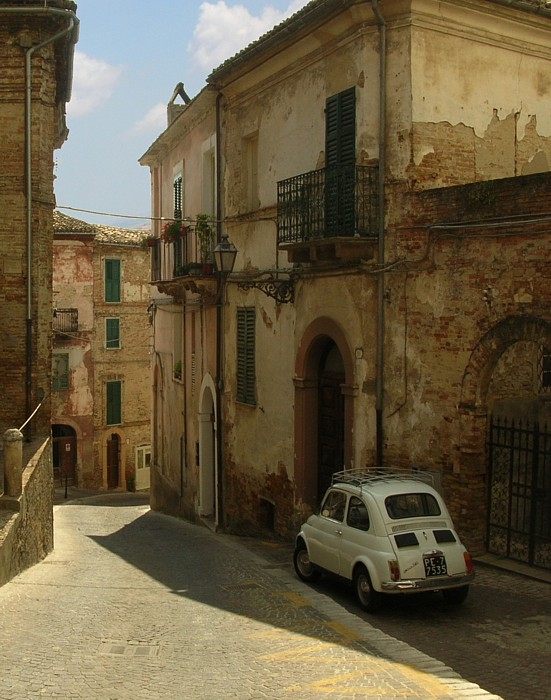
Vicolo

- カスティレンティ (TE)
- チヴィテッラ・カザノーヴァ
- エーリチェ
- ファリンドラ
- ロレート・アプルティーノ
- モンテベッロ・ディ・ベルトーナ
- ピッチャーノ

## 行政

### 分離集落
ペンネには以下の分離集落（フラツィオーネ）がある。
- Baricelle, Casale, Collalto, Colle d'Omero, Colle Formica, Colle Maggio, Colle San Giovanni, Colle Sant'Angelo, Colle Stella, Colletrotta, Conaprato, Mallo, Pagliari, Ponte Sant'Antonio, Porta Caldaia, Roccafinadamo, San Pellegrino, Serpacchio, Teto, Villa Degna

## 文化・観光
「スローシティ」加盟都市、「イタリアの最も美しい村」クラブ加盟コムーネである。